# Libercja
Libercja (Libertia Spreng.) – rodzaj wieloletnich roślin należący do rodziny kosaćcowatych (Iridaceae Juss.). Obejmuje co najmniej 16 gatunków. Występuje w Ameryce Południowej, Australii, Nowej Gwinei oraz Nowej Zelandii.

## Systematyka
Pozycja systematyczna według Angiosperm Phylogeny Website (aktualizowany system APG III z 2009)
Jeden z rodzajów podrodziny Iridoideae w obrębie kosaćcowatych (Iridaceae) należących do rzędu szparagowców (Asparagales) w obrębie jednoliściennych. 
Wykaz gatunków
| - Libertia chilensis (Molina) Gunckel – libercja okazała - Libertia colombiana R.C.Foster - Libertia cranwelliae Blanchon, B.G.Murray & Braggins - Libertia edgariae Blanchon, B.G.Murray & Braggins - Libertia falcata Ravenna - Libertia flaccidifolia Blanchon & J.S.Weaver - Libertia grandiflora (R.Br.) Sweet – libercja wielkokwiatowa - Libertia insignis Ravenna | - Libertia ixioides (G.Forst.) Spreng. - Libertia mooreae Blanchon, B.G.Murray & Braggins - Libertia paniculata (R.Br.) Spreng. - Libertia peregrinans Cockayne & Allan - Libertia pulchella (R.Br.) Spreng. - Libertia sessiliflora (Poepp.) Skottsb. - Libertia tricocca Phil. - Libertia umbellata Ravenna |